# Literatura międzytestamentalna
Literatura międzytestamentalna – pisma pochodzenia żydowskiego powstałe w okresie między redakcją ostatniej księgi Starego Testamentu a redakcją Nowego Testamentu.
Uczeni żydowscy, nieuznający Nowego Testamentu za natchniony przez Boga, nazywają literaturę międzytestamentalną „literaturą późnego okresu Drugiej Świątyni” lub „literaturą między Biblią a Miszną”. Żydzi i bibliści protestanccy zaliczają do literatury międzytestamentalnej księgi deuterokanoniczne Starego Testamentu oraz starotestamentalne apokryfy (pseudoepigrafy). Badacze uznają za część literatury międzytestamentalnej starożytną apokaliptykę żydowską, testamenty, wszelkie teksty okołobiblijne, jak i zbiory modlitw. Ważną grupą tekstów międzytestamentalnych stanowią też księgi parakanoniczne, które przez niektóre grupy chrześcijan uznawane były za kanoniczne, np.: etiopska 1 Księga Henocha, Modlitwa Manassesa, Psalm 151, czy, przekazana w Wulgacie 4 Księga Ezdrasza. Kolejną grupę tekstów zaliczanych do literatury międzytestamentalnej stanowią protoesseńskie i esseńskie dzieła odnalezione w Qumran. Ostatnia grupa tekstów międzytestamentalnych to literatura judaizmu hellenistycznego, tzn. dzieła o charakterze dydaktycznym, propagandowym lub apologetycznym, niebędące apokryfami. Chodzi tu o twórczość Filona z Aleksandrii czy Józefa Flawiusza. Również Septuaginta, jako hellenistyczna adaptacja hebrajskiej Biblii zaliczana jest do dzieł międzytestamentalnych. Poznanie literatury międzytestamentalnej pomaga w interpretacji i zrozumieniu Nowego Testamentu.